# یواس‌اس ویلیمانتیک (آی‌دی-۳۵۴۹)
یواس‌اس ویلیمانتیک (آی‌دی-۳۵۴۹) (به انگلیسی: USS Willimantic (ID-3549)) یک زیردریایی بود که طول آن ۳۹۶ فوت ۰ اینچ (۱۲۰٫۷۰ متر) بود. این زیردریایی در سال ۱۹۱۸ ساخته شد.